# Monumento a Eugenio Villoresi
Il monumento a Eugenio Villoresi è una scultura di Luigi Panzeri posta in piazza Leonardo da Vinci a Milano.

## Descrizione dell'opera
La scultura in bronzo raffigura Eugenio Villoresi, ingegnere milanese, in atteggiamento meditativo.

## Storia
Il monumento fu realizzato per iniziativa avviata dal deputato Emilio Campi.
Il monumento fu inaugurato il 1º dicembre 1907; era originariamente posto vicino alla stazione Nord verso la via dedicata a Pietro Paleocapa.
Con i lavori per la metropolitana il monumento fu rimosso e posto in un fossato del Castello Sforzesco. Nel 1970 fu posizionato in piazza Leonardo da Vinci, dove si trova attualmente.